# سخنران عمومی

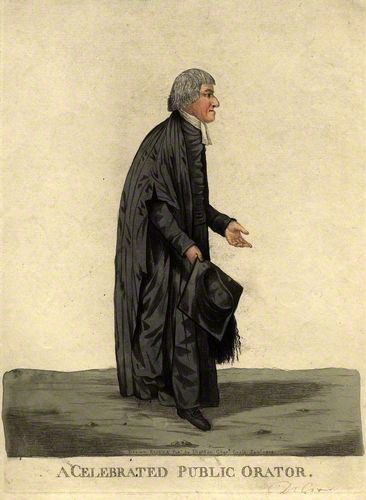
ویلیام کرو (۱۷۴۵–۱۸۲۹)، سخنران عمومی در دانشگاه آکسفورد.

سخنران عمومی (انگلیسی: Public Orator) جایگاهی سنتی و رسمی در دانشگاه‌هاست؛ به خصوص در بریتانیا. شخصی که در این جایگاه قرار دارد، در مناسبت‌های عمومی، به عنوان سخنگوی دانشگاه عمل می‌کند.
این جایگاه در دانشگاه آکسفورد، از ۱۵۶۴ وجود دارد. سخنران عمومی، مدرک‌های افتخاری را اعطا کرده و در مورد کسی که افتخار را کسب کرده، سخنرانی می‌کند. در دانشگاه کمبریج این عنوان در ۱۹۲۶ به سخنران تغییر کرد. در دانشگاه‌های آمریکایی، چنین جایگاهی وجود ندارد.